# Districtul Limassol
Districtul Limassol (greacă Λεμεσός, turcă Leymosun) este unul dintre cele șase districte ale Ciprului. În partea de sud a districtului există baza britanică Akrotiri.
1. 1 2  https://web.archive.org/web/20180609163946/http://www.moi.gov.cy/moi/da/dadmin.nsf/dmlhistory_gr/dmlhistory_gr?OpenDocument Επαρχιακές Διοικήσεις Verificați valoarea |archive-url= (ajutor) (în greacă), arhivat din original la 9 iunie 2018, accesat în 9 iunie 2018
2. 1 2  https://web.archive.org/web/20180622003133/http://www.moi.gov.cy/moi/da/dadmin.nsf/dmlmessagelim_gr/dmlmessagelim_gr?OpenDocument Χαιρετισμός επάρχου - Επαρχιακή διοίκηση Λεμεσού Verificați valoarea |archive-url= (ajutor) (în greacă), arhivat din original la 22 iunie 2018, accesat în 22 iunie 2018
3. ↑  ΤΑΞΙΝΟΜΗΣΗ ΓΙΑ ΤΟΝ ΒΑΘΜΟ ΑΣΤΙΚΟΠΟΙΗΣΗΣ ΣΤΗΝ ΚΥΠΡΟ (în greacă), Statistiki Ypiresia tis Kypriakis Dimokratias[*], 1 mai 2016, arhivat din original la 18 ianuarie 2018, accesat în 13 ianuarie 2018
4. ↑  CLASSIFICATION FOR THE DEGREE OF URBANISATION IN CYPRUS (în engleză), Statistiki Ypiresia tis Kypriakis Dimokratias[*], 1 mai 2016, arhivat din original la 18 ianuarie 2018, accesat în 13 ianuarie 2018